# Декартова система координат

Демонстрація декартових координат на площині. Чотири точки відмічено й задано їх відповідними координатами: (2, 3) зеленим, (−3, 1) червоним, (−1.5, −2.5) синім, і початок координат (0, 0) — фіолетовим.

Коло із радіусом 2 із центром в початку координат в декартовій системі координат. Рівнянням кола є (x − a)^{2} + (y − b)^{2} = r^{2} де a і b є координатами центра (a, b), а r є радіусом кола.

Дека́ртова систе́ма координа́т (або прямоку́тна систе́ма координа́т, англ. Cartesian coordinate system) — система координат, яка дозволяє однозначним чином визначити кожну точку на площині за допомогою пари числових координа́т, які задають знакові відстані до точки від двох визначених перпендикулярно спрямованих прямих, що задано в однакових одиницях довжини. Кожна така пряма, від якої відкладається відстань, називається віссю координат (англ. coordinate axis) або просто віссю системи, а точка, де вони перетинаються, називається початком координат, що має впорядковану пару координат (0, 0). Координати також можна визначати як положення ортогональних проєкцій точки на ці дві осі, що задаються як знакові відстані від початку координат.
Декартову систему координат вперше запропонував відомий французький математик Рене Декарт близько 1637 року в праці «Геометрія», одному з додатків до видатного філософського твору «Міркування про метод».
Аналогічний принцип можливо застосовувати для визначення положення будь-якої точки у тривимірному просторі за допомогою трьох впорядкованих декартових координат: знакових відстаней від неї до трьох взаємно перпендикулярних площин (або, так само, за допомогою її ортогональних проєкцій на три взаємно перпендикулярні прямі). В загальному випадку, n декартових координат (елемент дійсного n-вимірного простору) задають точку в n-вимірному евклідовому просторі будь-якої розмірності n. Ці координати дорівнюють, з точністю до знаку, відстаням від точки до n взаємно перпендикулярних гіперплощин.
Використовуючи декартову систему координат, геометричні фігури (а також криві) можливо описувати за допомогою алгебричних рівнянь, які містять координати точок, що належать фігурі. Наприклад, коло з радіусом 2, із центром у початку координат, можливо задати як множину всіх точок, координати x та y яких задовольняють рівнянню x2 + y2 = 4.
Декартова система координат є основою аналітичної геометрії, а також надає інструмент для розуміння геометричних інтерпретацій для багатьох інших галузей математики, таких як лінійна алгебра, комплексний аналіз, диференціальна геометрія, числення багатьох змінних, теорія груп та інші. Знайомим усім прикладом є поняття графіка функції. Декартова система координат є також важливим інструментом для багатьох прикладних дисциплін, які мають справу із геометрією, зокрема для астрономії, фізики, інженерії та багатьох інших. Вона також є найчастіше вживаною системою координат у комп'ютерній графіці, системах автоматизованого проектування та розрахунку та інших засобах з обчислювальної геометрії.

## Двовимірна система координат

Точка P має координати (3,5).

Сучасна декартова система координат в двох вимірах (також знана під назвою прямокутна система координат) задається двома осями, розташованими під прямим кутом одна до одної. Площину, в якій знаходяться осі, називають іноді xy-площиною. Горизонтальну вісь позначають через x (вісь абсцис), вертикальну — через y (вісь ординат).
У тривимірному просторі до цих двох додається третя вісь, перпендикулярна xy-площині — вісь z (аплікат).
Всі точки в системі декартових координат, складають так званий декартів простір.
Точка перетину, де осі перетинаються, називається початком координат та позначається як O.
Відповідно, вісь x може бути позначена як Ox, а вісь y — як Oy.
Прямі, проведені паралельно до кожної осі на відстані одиничного відрізка (одиниці вимірювання довжини) починаючи з початку координат, формують координатну сітку.
Точка в двовимірній системі координат задається двома числами, які визначають відстань від осі Oy (абсциса або х-координата) та від осі Ох (ордината або y-координата) відповідно. Таким чином, координати формують впорядковану пару (кортеж) чисел (x, y).
У тривимірному просторі додається ще z-координата (відстань точки від ху-площини), та формується впорядкована трійка координат (x, y, z).
Вибір букв x, y, z походить від загального правила найменування невідомих величин другою половиною латинського алфавіту. Букви першої його половини використовуються для іменування відомих величин.
Стрілки на осях відображають те, що вони простягаються до нескінечності в цьому напрямі.
Перетин двох осей створює чотири квадранти на координатній площині, які позначаються римськими цифрами I, II, III, та IV. Зазвичай порядок нумерації квадрантів — проти годинникової стрілки, починаючи з правого верхнього (тобто там, де абсциси та ординати — додатні числа). Значення, яких набувають абсциси та ординати в кожному квадранті, можна звести в наступну таблицю:
| Квадрант | x   | y   |
| -------- | --- | --- |
| I        | > 0 | > 0 |
| II       | < 0 | > 0 |
| III      | < 0 | < 0 |
| IV       | > 0 | < 0 |

## Тривимірна та n-вимірна система координат

На цьому малюнку точка P має координати (3,0,5), а точка Q — координати (-5,-5,7)

Координати в тривимірному просторі формують трійку (x, y, z).
Координати x, y, z для тривимірної декартової системи можна розуміти як відстані від точки до відповідних площин: yz, xz, та xy.
Тривимірна декартова система координат є дуже популярною, тому що відповідає звичним уявам про просторові виміри — висоту, ширину та довжину (тобто три виміри). Але залежно від галузі застосування та особливостей математичного апарату, сенс цих трьох осей може бути зовсім іншим.
Системи координат вищих розмірностей також застосовуються (наприклад, 4-вимірна система для зображення простору-часу в спеціальній теорії відносності).
Система декартових координат у абстрактному n-вимірному просторі є узагальненням викладених вище положень та має n осей (по кожній на вимір), що є взаємоперпендикулярні. Відповідно, положення точки в такому просторі буде визначатися кортежем з n координат, або n-кою.

## Орієнтація осей

Ліва орієнтація — зліва, права орієнтація — справа.

У тривимірних декартових координатах є неоднозначність: як тільки напрями осей x та у обрано, вісь z може бути направлена як в одну сторону від xy-площини, так і в іншу. Це потребує спеціального визначення поняття орієнтації системи координат. Для тривимірної системи ці дві можливості орієнтації осей прийнято називати «лівою» та «правою». Системи координат при цьому називають «лівою» та «правою» відповідно. Вони зображені на наступному малюнку. Права система координат характеризується тим, що з додатного напряму відповідних осей повороти від осей х до у, у до z, z до х відбуваються проти руху годинникової стрілки.
Загальноприйнятою вважається «права» орієнтація, хоча ліва теж застосовується.

## Формули в декартовій системі на площині

### Відстань між двома точками
Евклідовою відстанню між двома точками на площині, що мають декартові координати {\displaystyle (x_{1},y_{1})} та {\displaystyle (x_{2},y_{2})}, є
{\displaystyle d={\sqrt {(x_{2}-x_{1})^{2}+(y_{2}-y_{1})^{2}}}.}
Це є версією теореми Піфагора у декартовій системі координат. У тривимірному просторі відстанню між точками {\displaystyle (x_{1},y_{1},z_{1})} та {\displaystyle (x_{2},y_{2},z_{2})} є
{\displaystyle d={\sqrt {(x_{2}-x_{1})^{2}+(y_{2}-y_{1})^{2}+(z_{2}-z_{1})^{2}}},}
це рівняння можна отримати, якщо двічі послідовно застосувати теорему Піфагора.

### Евклідові перетворення
Евклідові перетворення це (бієктивні) відображення точок евклідового простору в самих себе зі збереженням відстаней між точками. Існує чотири типи таких відображень (які також називають ізометрією): паралельне перенесення, обертання, відбиття і ковзна симетрія.

#### Перенесення
Паралельне перенесення множини точок на площині, що зберігає відстані й напрямки між ними, є аналогічним додаванню пари сталих чисел (a, b) до декартових координат кожної точки множини. Таким чином, якщо початковими координатами точки є (x, y), після перенесення вони будуть наступними:
{\displaystyle (x',y')=(x+a,y+b).}

#### Обертання
Для того, щоб обернути фігуру проти годинникової стрілки довкола початку координат на деякий кут {\displaystyle \theta }, необхідно замінити кожну точку фігури із координатами (x,y) відповідною точкою із координатами (x',y'), де
{\displaystyle x'=x\cos \theta -y\sin \theta }
{\displaystyle y'=x\sin \theta +y\cos \theta .}
Таким чином,
{\displaystyle (x',y')=((x\cos \theta -y\sin \theta \,),(x\sin \theta +y\cos \theta \,)).}

#### Відбиття
Якщо (x, y) є декартовими координатами точки, тоді (−x, y) є координатами її відбиття відносно другої осі координат (осі y), так ніби вона є дзеркалом. Аналогічно, (x, −y) є координатами відбиття точки відносно першої осі координат (осі x). У загальнішому випадку, відбиття відносно прямої лінії, що проходить через початок координат під кутом {\displaystyle \theta } до осі x, рівнозначне заміні кожної точки із координатами (x, y) відповідними точками із координатами (x′,y′), де
{\displaystyle x'=x\cos 2\theta +y\sin 2\theta }
{\displaystyle y'=x\sin 2\theta -y\cos 2\theta .}
Таким чином,
{\displaystyle (x',y')=((x\cos 2\theta +y\sin 2\theta \,),(x\sin 2\theta -y\cos 2\theta \,)).}

#### Ковзна симетрія
Ковзна симетрія є поєднанням відбиття відносно прямої лінії із наступним перенесенням в напрямку тієї лінії. Легко побачити, що порядок цих операцій не має значення (перенесення може бути першим, а за ним слідуватиме відбиття).

#### Загальний матричний вигляд перетворень
Ці всі евклідові перетворення на площині може бути описано однорідним способом за допомогою матриць. Результат {\displaystyle (x',y')} застосування евклідового перетворення до точки {\displaystyle (x,y)} можливо задати наступною формулою
{\displaystyle (x',y')=(x,y)A+b}
де A є ортогональною матрицею 2×2, а b = (b1, b2) є довільною впорядкованою парою чисел, таких що,
{\displaystyle x'=xA_{11}+yA_{21}+b_{1}}
{\displaystyle y'=xA_{12}+yA_{22}+b_{2},}
де
{\displaystyle A={\begin{pmatrix}A_{11}&A_{12}\\A_{21}&A_{22}\end{pmatrix}}.} [Зверніть увагу, що вектор координат є рядком, а матриця записується праворуч.]
Аби матриця A вважалася ортогональною, вона повинна мати ортогональні рядки з однаковою евклідовою відстанню, що дорівнюватиме одиниці, тобто,
{\displaystyle A_{11}A_{21}+A_{12}A_{22}=0}
і
{\displaystyle A_{11}^{2}+A_{12}^{2}=A_{21}^{2}+A_{22}^{2}=1.}
Це рівнозначне твердженню, що добуток A на її транспоновану матрицю мусить бути одиничною матрицею. Якщо ці умови не виконуються, то формула описує загальніше афінне перетворення на площині, за умови, що визначник матриці A не є нулем.
Ця формула визначає перенесення тоді й лише тоді, коли A є одиничною матрицею. Перетворення є обертанням довкола деякої точки тоді і лише тоді, коли A є матрицею повороту, що означає наступне:
{\displaystyle A_{11}A_{22}-A_{21}A_{12}=1.}
Відбиття та ковзну симетрію буде отримувано тоді коли,
{\displaystyle A_{11}A_{22}-A_{21}A_{12}=-1.}
За умови, що паралельне перенесення не використовується, інші перетворення можна поєднувати простим множенням відповідних матриць перетворення.

#### Афінне перетворення
Іншим способом описувати перетворення координат в декартовій системі координат є використання афінних перетвореннь. При застосуванні афінних перетворень додають один додатковий вимір, а всім точкам в цьому додатковому вимірі надають значення 1. Перевагою цього методу є те, що паралельне перенесення точки можливо задавати в останньому стовпчику матриці A. Таким чином, усі евклідові перетворення можливо виконувати за допомогою множення матриці на точку. Афінне перетворення задається наступним чином:
{\displaystyle {\begin{pmatrix}A_{11}&A_{21}&b_{1}\\A_{12}&A_{22}&b_{2}\\0&0&1\end{pmatrix}}{\begin{pmatrix}x\\y\\1\end{pmatrix}}={\begin{pmatrix}x'\\y'\\1\end{pmatrix}}.} [Зауважте, що в даному випадку наведену вище матрицю A було транспоновано. Матрицю задано ліворуч, а для координат точки використано стовпчикові вектори.]
При використанні афінних перетворень кілька послідовних евклідових перетворень, в тому числі паралельне перенесення, можливо поєднувати простим множенням відповідних матриць.

#### Масштабування
Прикладом афінного перетворення, яке не є евклідовим перетворенням, є масштабування. Щоби збільшити або зменшити фігуру, необхідно помножити декартові координати кожної точки на однакове додатне число m. Якщо (x, y) є координатами точки початкової фігури, то відповідна точка масштабованої фігури матиме координати
{\displaystyle (x',y')=(mx,my).}
Якщо значення m є більшим за 1, то фігуру буде збільшено, якщо значення m знаходиться між 0 і 1, то її буде зменшено.

#### Скіс
Перетворення скосу виглядатиме так, ніби верхівку квадрату потягли в сторону таким чином, що утвориться паралелограм. Горизонтальний скіс визначається наступним чином:
{\displaystyle (x',y')=(x+ys,y)}
Скіс також можна застосувати й вертикально:
{\displaystyle (x',y')=(x,xs+y)}

## Додаткова інформація
З часів Декарта було розроблено багато інших систем координат. Один з важливих різновидів полярної систему координат, а саме сферичну систему координат застосовують в астрономії та навігації. В математиці нерідко переходять від однієї системи координат до іншої, в якій математична модель досліджуваної системи може бути набагато простішою. Доступний виклад основних систем координат в елементарній математиці можна знайти у статті Системи координат в елементарній математиці.